# In bloom
IN BLOOM（インブルーム）は、日本の男性5人組のロックバンドである。通称インブルといわれている。

## 概要
TANG-JUNG(を中心に高校時代の同級生であるSUGURU、ノベズ等で、前身となるviolence in bloomを結成する。後に同じ高校を卒業したオーシマ(G)、ノベズの大学の同級であるHirayamashiが加わりinbloom結成。
1st Liveの直前、Hirayamashiは「自分のイメージとBandの音がGrooveしない」と半年の休養に入る（1st LiveはオーディションによりWAKUMAがVoを担当）。
Hirayamashi復帰後の1998年9月27日　YOKOHAMA 7th Avenue にて1stワンマンライブを敢行。ライブが好評を呼び動員を増やしていく。
1999年10月にSUGURUとノベズが脱退。暫く活動休止状態となる。
2002年にTANG-JUNGがinbloomとは別に結成していたバンド（CT:BUG）メンバーのTOSHIYAの伝で、辻とMAKUが加入。Hirayamashiはとのツインヴォーカルバンドとなる。
2003年3月には渋谷のドクタージーカンスにて、Roudiam主催イベントSOCを敢行。
現在はエモーショナルなサウンド、辻のアグレッシブな歌声とHirayamashiのハーモニーを中心に、ジャンルを超越したロックを発信し続けるライブロックバンドである。
2009年以来メンバーは充電期間に入ったが、2013年に公式HPより現メンバー10周年を期し「切らすしびれが無くなった、inbloom再始動!」と銘打ち新曲発表、Live活動を活発化させている。
主な活動拠点は渋谷、新宿、横浜、国立ほか。
2013年2月突如、辻が喉の不調を訴え療養に入った。術後の経過は良好で現在ライヴに向けてリハーサル中である。

## メンバー
- 辻（つじ、1978年生、O型) - ボーカル担当。
辻左官工業などの名前でも活動している。調布市出身。息子あり。

- TANG-JUNG（タンジュン、1978年生、AB型) - バンマス、ベース担当。使用ベース：ESP custom,Fender Jazz Bass
inbloom garageのバルオとしても活躍中。株式会社田中商会代表取締役。横浜市出身。

- Hirayamashi（ひらやまし、1978年、B型) - ギター、ボーカル担当。使用ギター：ESP custom,Edwars h2020 custom
SEとしても活躍中。ニューヨーク出身。

- オーシマ（おおしま、1978年、O型) - ギター担当。使用ギター：Fender stratocaster,Gibson Les Paul custom,MARTIN OOO-28EC
宴会部長としても活躍中。横浜市出身。

- MAKU（マク、1978年、O型) - ドラム担当。使用ドラム：pearl　RFB1465,Pearl CH-70 
渋谷在住。特になし。

## 元メンバー
- SUGURU（スグル）- ギター担当。
- ノベズ（のべさん） - ドラム担当。沖縄仕込みの高速ツインバスに定評がある。

### サポートメンバー
- WAKUMA（わくま）- ボーカル担当。
- T（くそてぃ） - ギター担当。オーシマ不在時に登場。
- J（じぇい） - ボーカル担当。WAKUMAが歌う1stライブに乱入。

## 作品

### シングル
1. ENDLESS LOVE(1998年9月)インディーズシングル
2. My Grandfathers Clock（2003年8月23日）-メジャーシングル
3. TOGIRENAIYO-NI（2003年12月1日） - ソニー|SONY　ミニディスク|MD 「Red Hot」　CM
4. 準備できてっか？-Are you Ready?-（2008年1月24日）
5. 桜（2008年8月26日）
6. I'll Be All Right "俺は大丈夫だよ!!"（2008年12月5日） - The songs for YOKOHAMA the movie～the Last name TRIBUTE～
7. SAKURA～桜の下できっと君を待つ～（2009年3月7日）
8. WHEREVER PRAY（2013年1月5日）
9. BEATOVERFLOW （2013年6月9日）